# کوارتت‌های وینی (موتسارت)

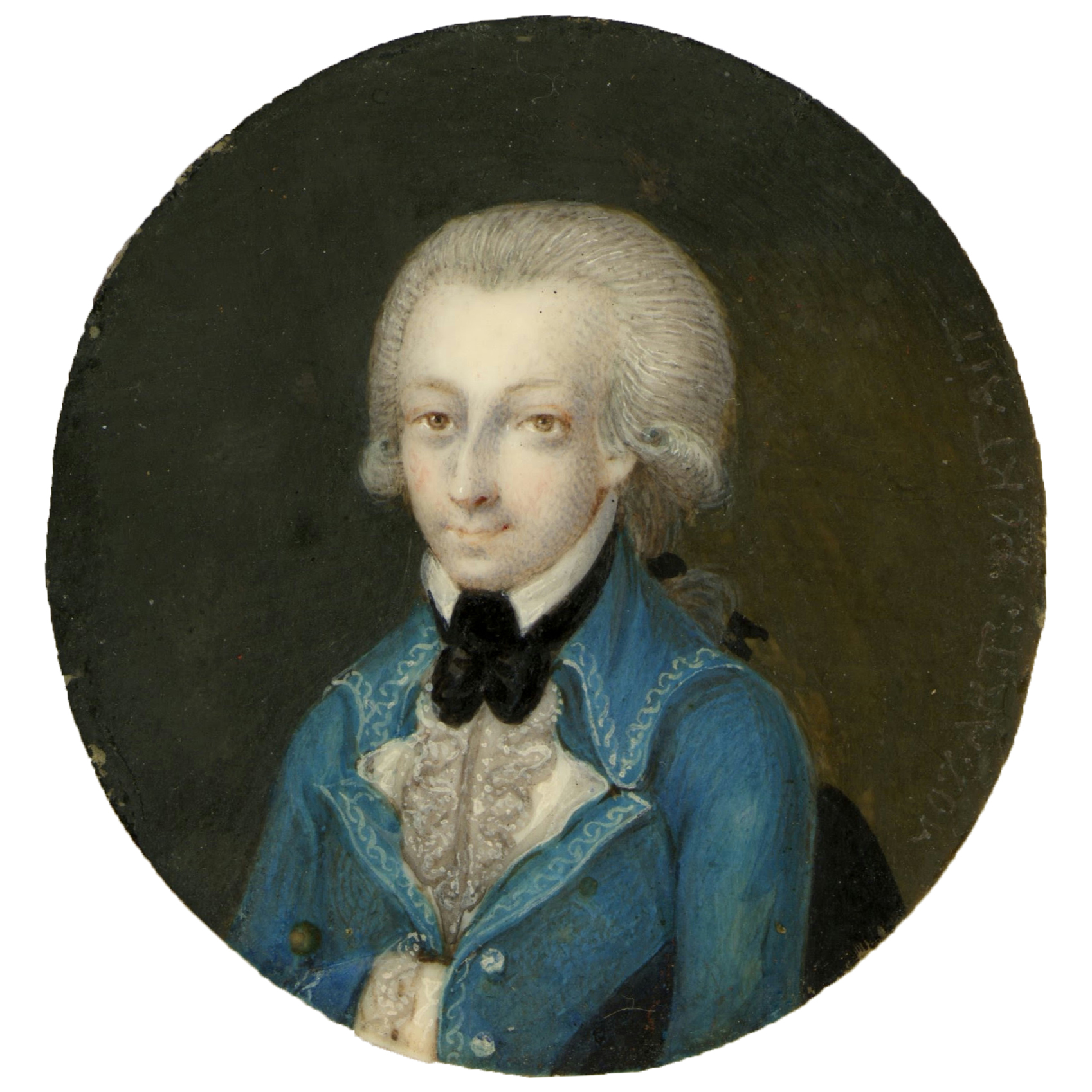
پرتره ولفگانگ آمادئوس موتزارت در سال 1773 توسط مارتین نولر.

ولفگانگ آمادئوس موتسارت در اواخر سال ۱۷۷۳ در وین، شش قطعه کوارتت زهی K.۱۶۸-۱۷۳ نوشت؛ که این قطعات به کوارتت‌های وینی مشهور هستند. این مجموعه کوارتت‌ها ده سال پس از مرگ موتسارت به چاپ رسید؛ یوهان آنتون آندره، از ناشران و موسیقی‌دانان وقت، در سال ۱۸۰۱ کوارتت‌های وینی را با شماره اپوس ۹۴ منتشر کرد.
کوارتت‌های وینی، نسبت به کوارتت‌های میلانی موتسارت، پیشرفت قابل توجهی دارد. هر یک از کوارتت‌ها چهار موومان دارد که شامل منوئه نیز می‌شود. موتسارت در هنگام نوشتن این قطعات، با کوارتت‌های تازه منتشر‌شده یوزف هایدن آشنا شده بود (اپوس ۹ و ۱۷)؛ و از بسیاری از عناصر آنها در کوارتت‌های وینی خود استفاده کرد.

## شماره ۸ درفا ماژور، K.۱۶۸
- ۱. آلگرو
- ۲. آندانته در فا مینور
- ۳. منوئتو
- ۴. آلگرو

## شماره ۹ درلا ماژور، K.۱۶۹
- ۱. مولتو آلگرو
- ۲. آندانته در ر ماژور
- ۳. منوئتو
- ۴. روندو

## شماره ۱۰ دردو ماژور، K.۱۷۰
- ۱. آندانته (تم و چهار واریاسیون)
- ۲. منوئتو
- ۳. پوکو آداجیو در سل ماژور
- ۴. روندو (آلگرو)